# Akaniaceae
Akaniaceae, malena biljna porodica iz reda Brassicales koja je dobila ime po rodu Akania. Sastoji se od svega dva roda, svaki s po jednom vrstom, to su Akania, s vrstom A. bidwillii iz Novog Južnog Walesa i Queenslanda, i Bretschneidera s vrstom B. sinensis iz Kine, Hainana, Tajvana, Tajlanda i Vijetnama.
Rod Bretschneidera nekad je klasificiran samostalnoj porodici Bretschneideraceae.

## Opis
I Akaniaceae i Tropaeolaceae imaju velike zigomorfne cvjetove s osam prašnika i jajnik s tri odjeljka, s ovulima na vrhu svakoga.
Članovi obitelji Akaniaceae ili Akania su listopadna ili zimzelena stabla koja rastu u jugozapadnoj Kini, susjednom Vijetnamu i Tajvanu (Bretschneidera sinensis) ili istočnoj Australiji (Akania bidwillii). Listovi su perasti, s liskom na kraju. Cvjetovi su samo slabo zigomorfni. U svakom odjeljku jajnika nalaze se dvije jajne stanice, a plod je čahura s prilično velikim sjemenkama kod Bretschneidere.

## Rodovi
1. Akania Hook.f.
2. Bretschneidera Hemsl.